# 광주 운천사 마애여래좌상
광주 운천사 마애여래좌상(光州 雲泉寺 磨崖如來坐像)은 광주광역시 서구 쌍촌동, 한국불교태고종전남종무원에 있는 고려시대의 불상이다. 1974년 9월 24일 전라남도의 유형문화재 제47호로 지정되었다가, 행정구역 개편에 따라 1986년 11월 1일 광주광역시의 유형문화재 제4호로 재지정되었다.

## 개요
원효대사가 무등산 원효사에 머물던 어느 날, 서쪽 하늘에 상서로운 기가 가득함을 보고 제자 보광화상을 그곳에 보냈더니 뜻밖에 큰 바위에서 빛이 솟아 나오므로 그곳에 이 불상을 새겼다고 한다. 자연 암벽을 다듬어 불상을 도드라지게 표현하고 그 위에 건물을 지어 전각(殿閣)을 이루고 있는 일종의 석굴사원 형태이다.
작은 소라 모양의 머리칼을 붙여 놓은 머리에는 상투 모양의 머리묶음이 자리잡고 있다. 넓적한 얼굴은 긴 눈, 우뚝 솟은 코, 두꺼운 입술 등에서 매우 근엄한 인상을 풍긴다. 어깨는 넓은 편이나 앞가슴이 발달하지 못해 평범한 느낌을 주며, 팔이 유난히 길고 손·발의 표현이 커서 딱딱하고 어색한 면도 보인다. 왼쪽 어깨를 감싸고 있는 옷에는 평행계단식의 옷주름을 형식적으로 표현하였다.
이 불상은 근엄한 얼굴, 딱딱한 신체, 형식화된 옷주름, 어색하게 표현된 손가락 등 고려시대 마애불양식의 일면을 보여 주고 있는 귀중한 작품이다.

## 갤러리

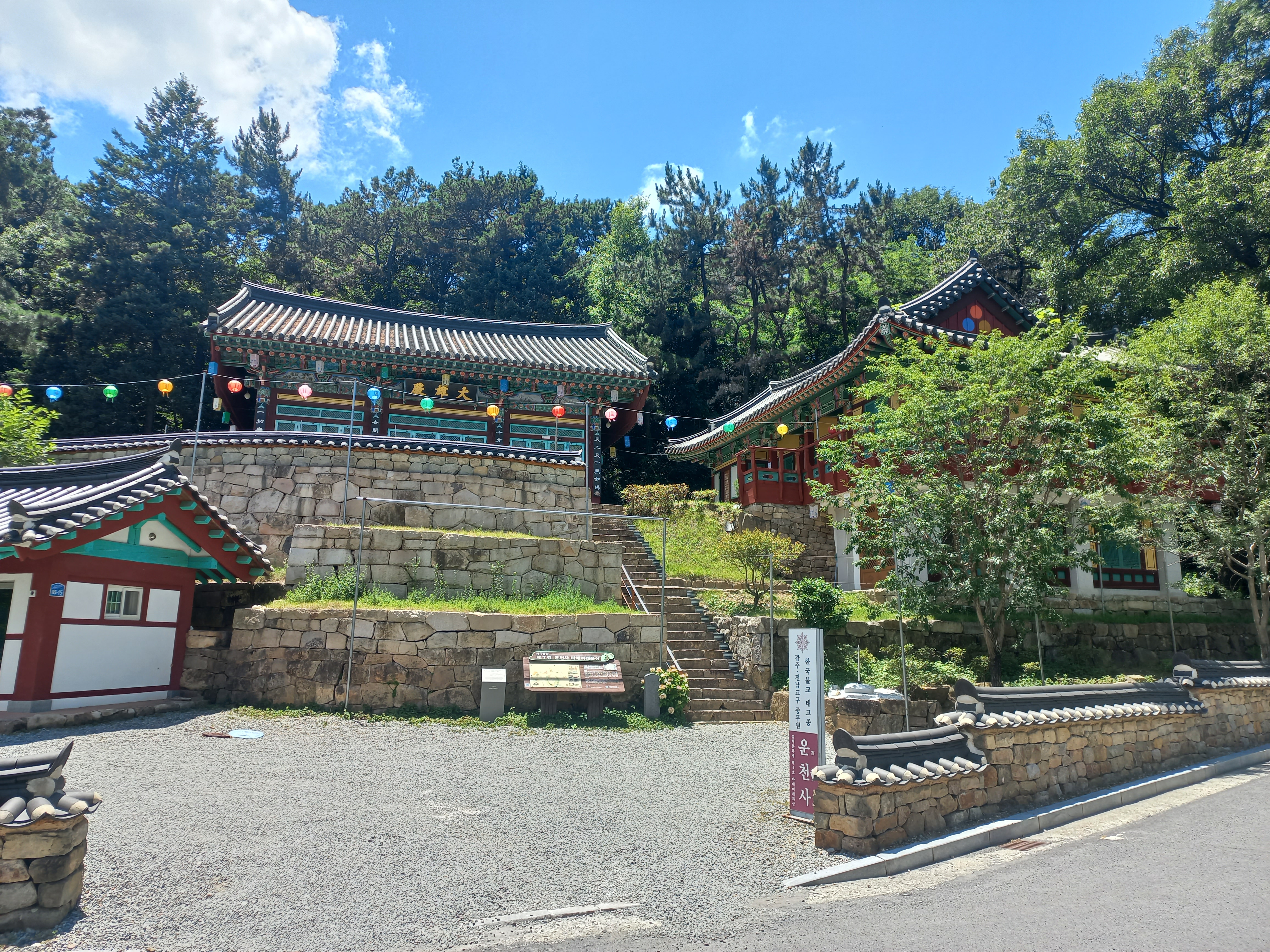
운천사 입구
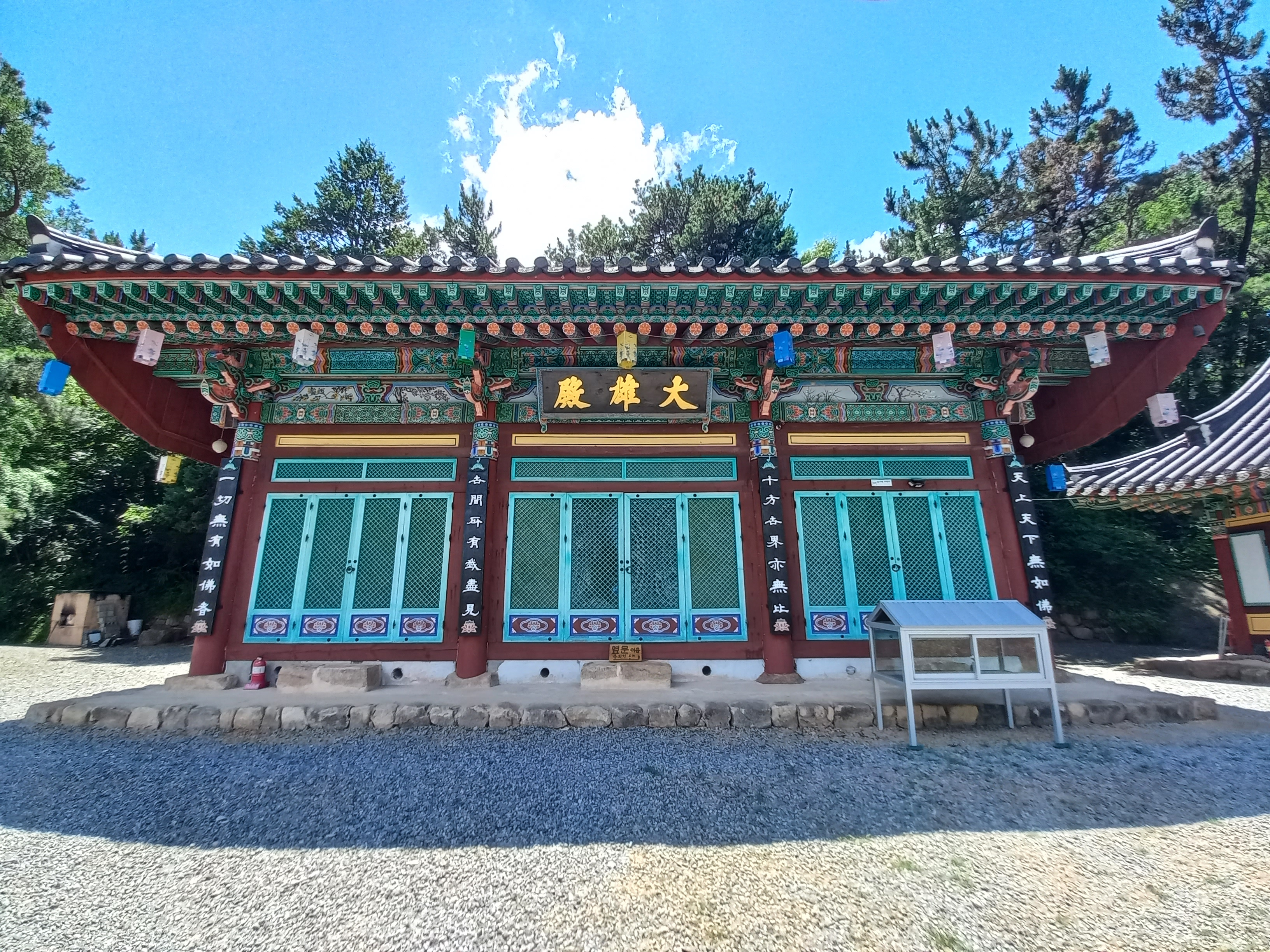
대웅전
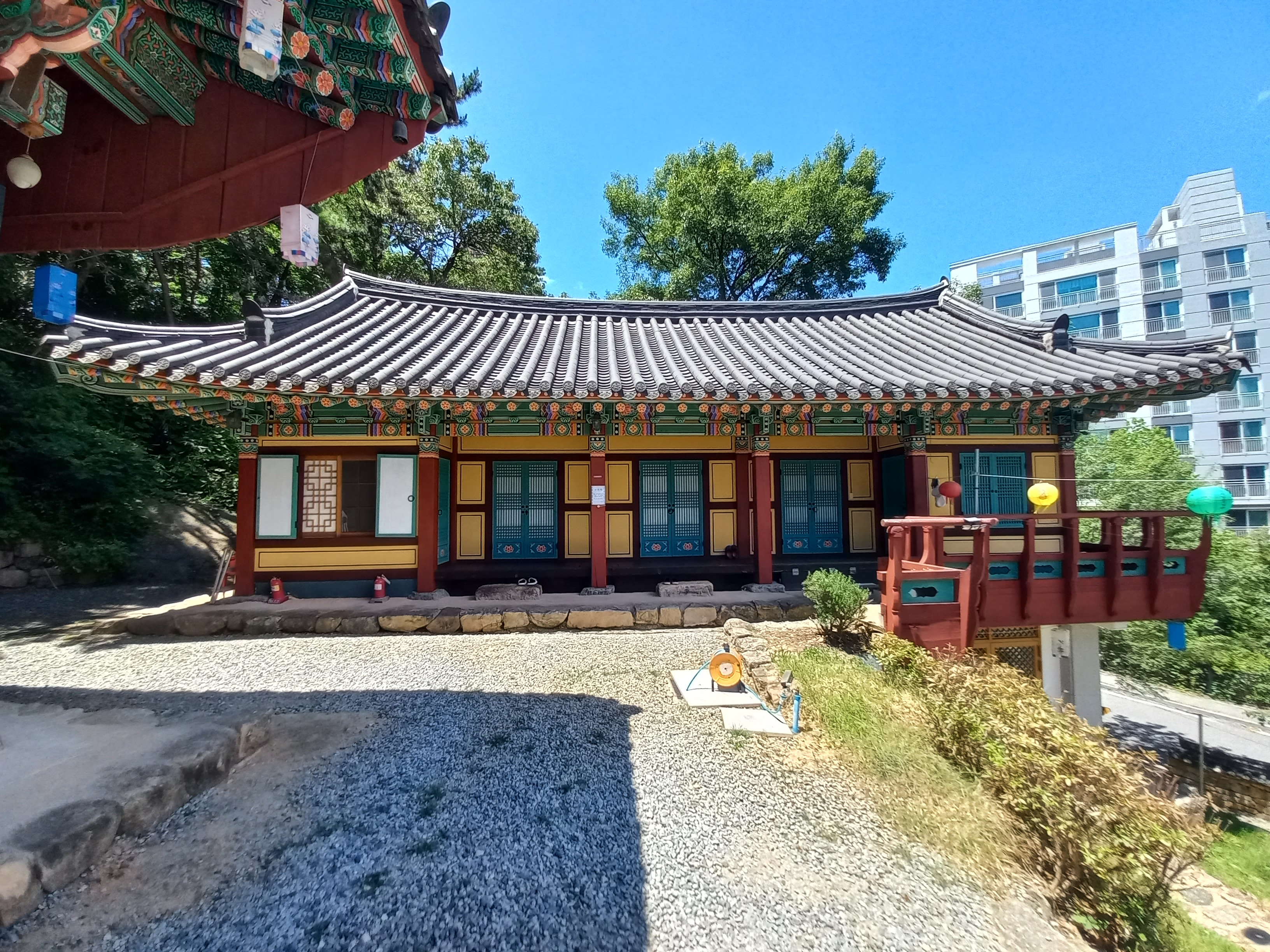
요사
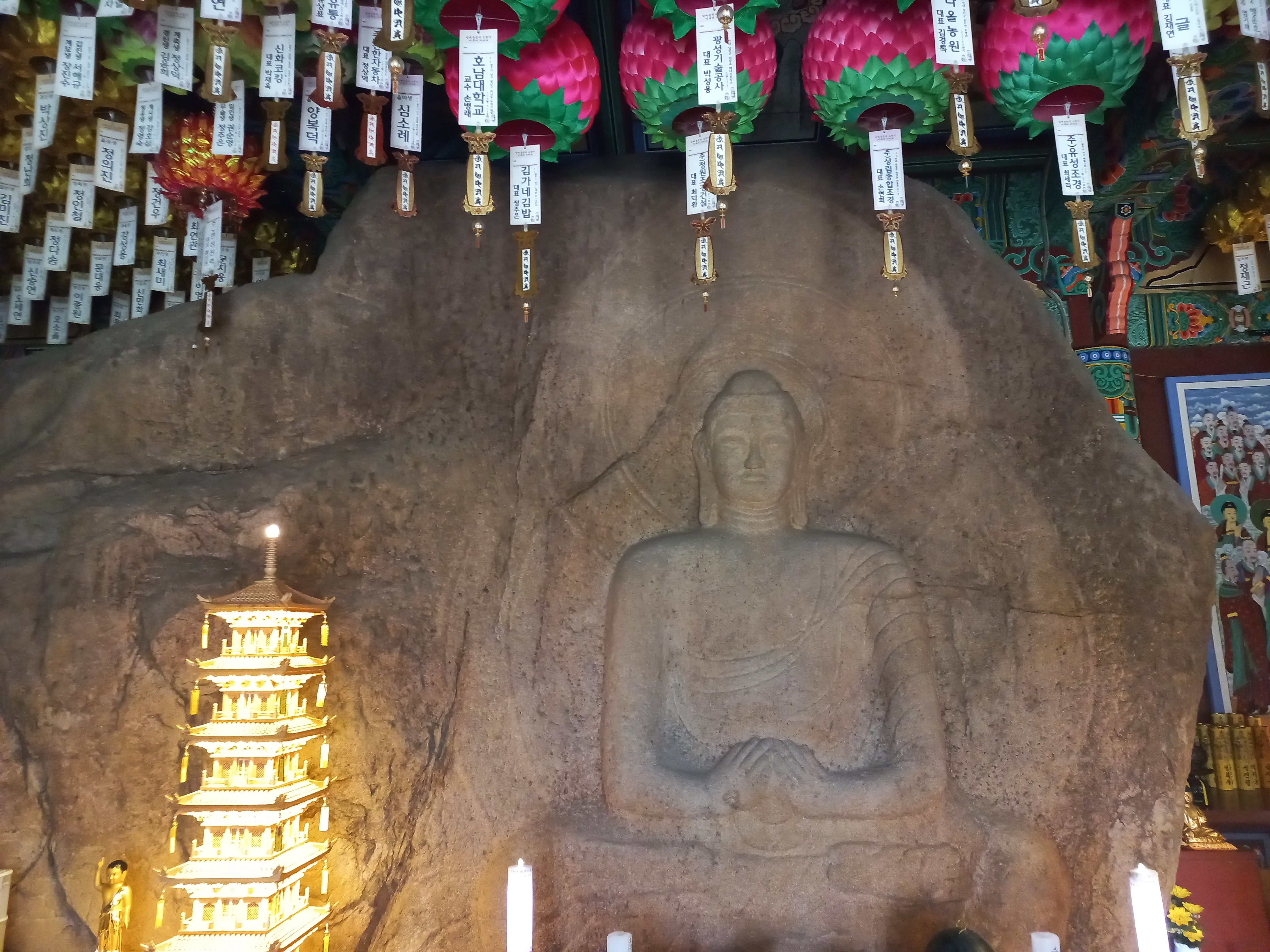
마애여래좌상과 기반암

## 참고 자료
- 운천사마애여래좌상 - 국가유산청 국가유산포털